# Charles-Henri Kern
Charles-Henri Kern est un homme politique français né le 15 septembre 1759 à Bouxwiller (Haut-Rhin) et mort le 16 septembre 1847 à Strasbourg (Bas-Rhin).

## Biographie
Membre du directoire du département du Bas-Rhin en l'an IV, il est ensuite secrétaire général du département puis procureur impérial près le tribunal de la douane. Conseiller de préfecture en mars 1815, il est député du Bas-Rhin de 1815 à 1819, siégeant dans la minorité ministérielle de la Chambre introuvable, puis au centre. Il devient professeur de droit à Strasbourg en 1819, puis doyen de la faculté en 1829.

## Sources
- « Charles-Henri Kern », dans Adolphe Robert et Gaston Cougny, Dictionnaire des parlementaires français, Edgar Bourloton, 1889-1891 [détail de l’édition]